# 新加坡民船旗

新加坡民船旗

新加坡民船旗（又称新加坡商船旗）是在新加坡注册的、私人拥有的非军事船只所使用的民用旗。该旗帜于1966年根据法律而设立，由该国国旗修改而来，宽度与长度的比例改为1:2。该旗的使用受到新加坡海事及港务管理局管理。称，新加坡民船旗是唯一允许用于新加坡民用船只的旗帜，国旗不可作为替代品。所有进出港口的新加坡船舶必须悬挂该旗帜。

## 历史
1966年9月6日，也就是新加坡脱离马来西亚独立一年后，一份名为《新加坡商船旗》（Singapore Merchant Marine Ensign）、编号为的文件，由时任新加坡副总理杜进才向议会提出。该文件设立了一面民用旗帜，供在新加坡注册的民用船舶使用，这是新加坡民船旗设立之始。

## 设计
根据议会文件的规定，新加坡民船旗为全红底，其宽度与长度的比例为1:2。相比之下，新加坡国旗的比例是二乘三。旗帜中央有白色圆环，包裹有一轮白色的新月和五颗白色的五角星，它们呈五边形排列。新月和星星来自于国旗，而在国旗上新月在星星的左侧，民船旗上新月则出现在星星的下面。根据新加坡海事及港务管理局1999年发布的《新加坡船舶的国家旗帜》（National Colours for Singapore Ships），民船旗上的红色与国旗相同。新加坡通讯及新闻部将这种红色的色调定义为Pantone 032。

### 图纸
一份由发布于1999年的通告，包括有一份制作新加坡民船旗的含详细尺寸的图纸。旗帜的整体尺寸为36英寸（91.44）乘72英寸（182.88）。环的直径为16.6英寸（42.16），厚度为0.95英寸（2.41），距上下边缘的高度均为9.7英寸（24.64）。新月的外弯半径为5.45英寸（13.84）。单独的一颗星星位于一个直径为3.2英寸（8.13）的圆内。五颗星星的中心点均落在一个半径为3.25英寸（8.26）的假想的圆上。相邻两中心点到这个假想圆的中心连线，所呈夹角均为72°，即360°的五分之一。假想圆的中心距新月形上面一条曲线的最低点的距离，为6.4英寸（16.26）。

## 法律

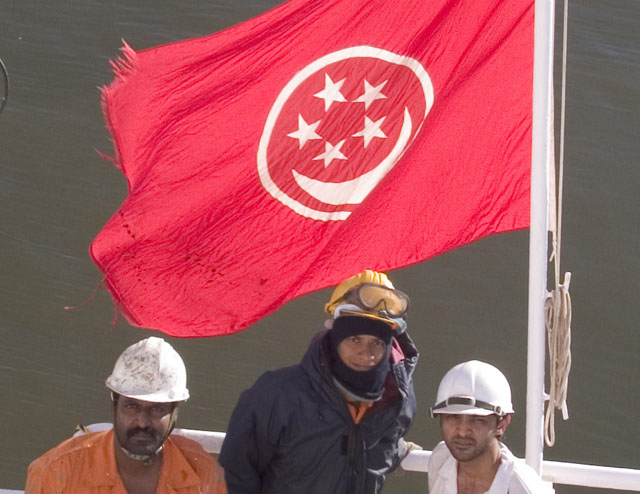
站在红旗前的船员

1995年《商船法》（Merchant Shipping Act）第36(1)条授权有关的部长为新加坡船舶规定一个旗帜，这将成为“新加坡船舶的适当旗帜”。第36(2)条还规定，如果未经部长同意在任何新加坡船舶上悬挂任何其他旗帜而并非悬挂红旗，则船长、在船舶上的所有人和悬挂其他旗帜的人，可被处以最高1000新加坡元的罚款。根据该法第37条，如果新加坡船舶未能在进出任何港口时吊起红旗，船长可被罚款最高1000新加坡元。
发布于1999年的通知提请新加坡船舶的船主、船长和船员注意《商船法》第36和37条，并特别指出“新加坡国旗不是民船旗（的替代品）”。